# Ergebnisverzerrung durch die Interviewer
Als Ergebnisverzerrung durch die Interviewer bzw. Ergebnisverzerrung durch die Befrager (englisch interviewer bias) bezeichnet man eine bewusste oder unbewusste Beeinflussung von Personen im Rahmen von mündlichen Meinungserhebungen zu Forschungs- oder Marketingszwecken, was zu systematischen Verzerrungen von Ergebnissen führt, die als Antworttendenz oder Antwortverzerrung bezeichnet wird.
Es werden 4 Typen von Effekten unterschieden:
- Bestätigung einer im Voraus gebildeten Meinung des Interviewers (confirmation bias)
- Affektive Heuristik als Einfluss von Merkmalen wie Attraktivität, Rasse, Geschlecht etc. bei der Auswertung (affective heuristic)
- Verankerung als Platzierung von Erwartungen an den Kandidaten als „Anker“, die die Bewertung beeinflussen (anchoring)
- Intuition als intuitive Urteilsbildung, da nicht genügend objektive Daten zur Verfügung stehen (intuition)